# آلبرویل، کبک
آلبرویل (به فرانسوی: Albertville) شهری در منطقه شهری لا ماتاپدیا ناحیه با-سن-لوران در استان کبک کانادا است. در سرشماری سال ۲۰۱۱ این شهر ۳۴۸ نفر جمعیت داشته  و مساحت آن ۱۰۴٫۵۵ کیلومتر مربع است.